# Муталиев, Тамерлан Хаджибикарович
Тамерлан (Тимурлан) Хаджибикарович (Хаджи-Бекирович) Муталиев (ингуш. МутаӀаланаькъан Хьажбийкара Тимурлан; 5 ноября 1946 — 28 ноября 2002) — советский и российский ингушский историк, общественный и государственный деятель, архивовед, деятель ингушского национального движения. Кандидат исторических наук (1979), профессор, министр образования Ингушетии (1993), руководитель Государственной архивной службы Ингушетии (1996—1999), директор Ингушского научно-исследовательского института гуманитарных наук (1997—1998) и ректор Ингушского государственного университета (1999—2001).

## Биография
Родился 5 ноября 1946 года в селе Ворошиловка Ворошиловского района Киргизской ССР, где находился в результате депортации чеченцев и ингушей его отец, ингушский поэт Хаджи-Бекир Шовхалович Муталиев (1910—1964). В 1957 году переехал в Чечено-Ингушскую АССР. В 1964 году окончил школу в Грозном.
В 1964 году он поступил на химический факультет МГУ, где проучился два с половиной года; позднее поступил на исторический факультет Московского государственного педагогического института, откуда перевёлся на заочное отделение Чечено-Ингушского государственного педагогического института (ЧИГПИ, сейчас Чеченский государственный университет); в 1974 году окончил исторический факультет ЧИГПИ, преобразованного в Чечено-Ингушский государственный университет (ЧИГУ).
В 1969—1981 годах работал в газете «Сердало», занимал должности корреспондента, литературного сотрудника и заведующего отделом.
В 1979 году защитил диссертацию «Участие чеченцев и ингушей в русско-турецкой войне 1877—1878 годов» и получил учёную степень кандидата исторических наук. В 1981—1993 годах работал в Чечено-Ингушском государственном педагогическом институте (сейчас Чеченский государственный педагогический университет), занимал должности ассистента, старшего преподавателя, доцента кафедры, декана факультета начальных классов и проректора по научной работе.
В 1988—1992 годах активно участвовал в ингушском национальном движении. На основе архивных материалов обосновывал ингушскую принадлежность Пригородного района, 13 октября 1990 года во Владикавказе участвовал в круглом столе между чечено-ингушскими и осетинскими историками. В 1993 году, после образования Республики Ингушетии, возглавлял министерство образования республики.
В 1996—1999 годах являлся руководителем Государственной архивной службы Ингушетии. В 1994—1995 годах работал заведующим отделом истории Ингушетии Ингушского научно-исследовательского института гуманитарных исследований, в 1997—1998 годах — его директором. В 1999—2001 годах являлся ректором Ингушского государственного университета.
Умер 28 ноября 2002 года.

## Деятельность
Сфера научных интересов — история Ингушетии XVIII—XX веков в контексте истории Кавказа и России. Является автором нескольких десятков публикаций в научных сборниках и республиканских СМИ.
В период его руководства Государственным архивом Ингушетии была начата работа по копированию архивных документов из других архивов. В 1997 году стараниями Муталиева коллегией Росархива было принято решение об оказании содействия всеми федеральными архивами России в формировании Архивного фонда Ингушетии.
Выступал за восстановление прав репрессированных народов и воссоздание ингушской государственности. Вёл историческую телепередачу «Ретроспектива» на ГТРК «Ингушетия».

## Награды
- Орден «За заслуги» (Ингушетия, 2002) — За выдающиеся заслуги перед народом Республики Ингушетия, огромный личный вклад в развитие истории и культуры ингушского народа[12].

## Память
С 2021 года кафедра истории Ингушского государственного университета носит имя Муталиева.